# Fortificația medievală de la Avrig-Racovița
Acest articol dezvoltă o secțiune Fortificația medievală de la Avrig-Racovița a articolului principal, comuna Racovița, Sibiu.
Fortificația medievală de la Avrig - Racovița, cunoscută sub acest nume în literatura de specialitate pe considerentul că se află înălțată chiar pe granița dintre Racovița și Avrig, în pădurea "Braniștea" pe un loc greu accesibil. Numele primului ei stăpân a rămas necunoscut, după cum necunoscută este și data construirii ei.
S.Lupșa o datează din secolele V - X ale erei noastre, în timp ce G.Bekó consideră a fi una dintre cele mai vechi cetăți feudale din Transilvania, contemporană cu cele de la Tilișca, Sibiel, Orlat și Rășinari, deci de prin secolele XII - XIII, construcția marcând totodată zona de frontieră a regatului feudal arpadian. Istoricul sibian, T.Nägler presupune că ea a fost zidită în a doua jumătate a secolului al XIII-lea, opinie susținută la acei ani și de către arheologul sighișorean J.M.Ackner. K.Horedt se oprește asupra anului 1200, deci contemporană cu cetatea de la Breaza, sau cu cele de pe Tâmpa, Măgura Codlei, cea dintre Sadu și Cisnădie ori cele de la Orlat, Tilișca, Gârbova etc. Istoricul de artă V.Vătășianu, consideră datarea ei la anul 1200 prea timpurie, R. Heitel împărtășind la rândul său ipoteza lui Th.Nägler. De asemenea J. M. Ackner o consideră a fi și o veche cetate dacică, afirmație care poate să cuprindă în ea un sâmbure de adevăr, cunoscut fiind faptul că pe teritoriul Transilvaniei se mai citează cetăți medievale, ridicate pe ruinele unor întărituri mai vechi.
Potrivit afirmațiilor lui Ackner și Horedt, cetatea avea două valuri de pământ concentrice, unul lung de 300 metri iar altul de 700 metri, ce închideau o curte cu o suprafață de circa 1800 metri pătrați. Construcția de pământ, după unii autori, de piatră, după alții, la data cercetării ruinelor ei au mai putut fi văzute urme de tencuială precum și de săpături făcute de-a lungul vremurilor. Kurt Horedt presupune că decăderea și părăsirea cetății, de unde se supraveghea și "poteca de cai" care trecea prin valea "Râului Mare", peste muntele "Scara" spre Curtea de Argeș și Râmnicu Vâlcea, s-a datorat atât construirii cetății de la Tălmaciu cât și fortificării Sibiului, locuri de unde se putea opune o rezistență mai eficientă împotriva năvălitorilor.

## Amplasare geografică

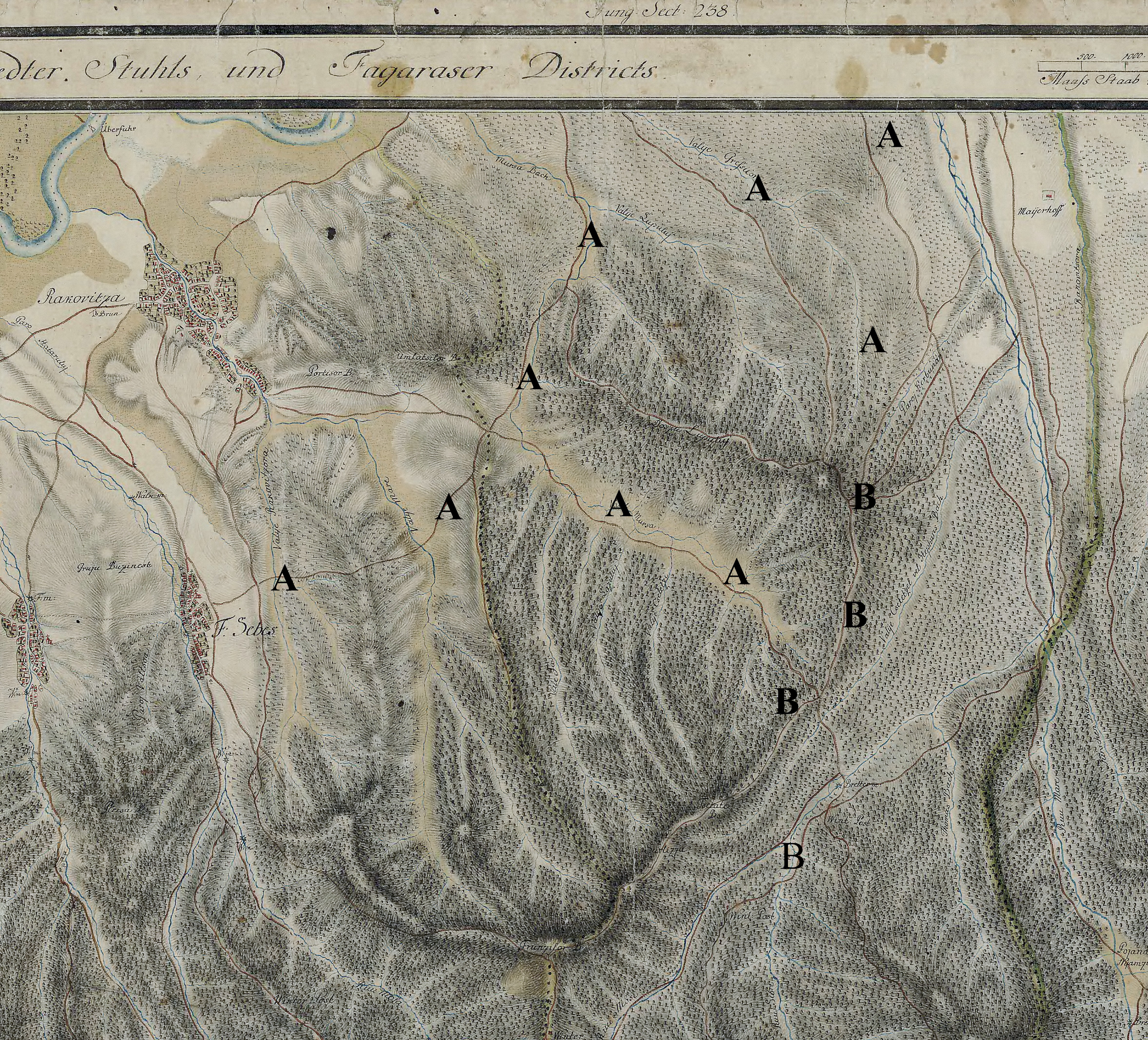
Trasee de acces la fortificaţia medievală de la Avrig-Racovița marcate pe Planşa nr.254 din ridicarea topografică iozefină

Cetatea medievală este localizată la altitudina de 846m pe o culme aparținătoare al Vârfului Suru, culme care se află la granița dintre localitățile Racovița și Avrig. Poziția sa a fost menționată în studiile de specialitate pe baza unor observații de teren și ulterior doar speculată.
Accesul la situl arheologic al cetății se poate face în principal pe trei directii:
1. Pe Valea Mârșei pe unde se urcă spre Munții Făgărașului din direcția nord-sud, până la gruiul cetății. Ca variantă se poate folosi un acces mai dificil pe malul Văii Mârșa, prin locația stației de alimentare a localității Mârșa. Acest traseu a fost ales de către dr. Petre Beșliu Munteanu ca acces la cetățuie pentru a face studii arheologice.
2. Prin orașul Avrig, urmând drumul spre Poiana Neamțului după care cotind spre Pârâul Turnului. Pe porțiunea de final trebuie străbătut urcușul pe vârful de 846m care este destul de dificil, ca și accesul spre pârâul Turnului, unica sursă de apă din zonă.
3. Drumul forestierilor care urmează Valea Mârșei și ocolește înălțimea pe direcția nord-est.
4. Drumul forestier al Văii Lupului, legat de Racovița prin cartierul "La țigani", drum care ajunge conform planșei nr. 254 a ridicării topografice iozefine la un monticol numit "Tsetate Berg".

Valea Mârșei este pârâul care preia in cursul său cele trei pâraie din culmea cetății numite: Valea Cetății, Valea Foii și Valea Sasului. Mai există în acea zonă și pârâul cu toponimul "Pârâu al Cetățelii", pârâu al cărui debit este preluat de Râul Mare înspre Avrig.

## Cercetare arheologică - dr.Petre Beșliu Munteanu

Planul de săpături arheologice făcut în 2008 de dr. Petre Beșliu Munteanu la "Fortificația Avrig-Racovița"

Din cauză că locul unde este amplasată cetățuia este împădurit, un prim lucru obligatoriu continuarii cercetărilor a fost defrișarea terenului de copacii căzuți și de vegetație.
Analizând topografia zonei precum și unele indicii al existenței unor structuri de apărare sau semne de amenajări interioare, a fost executată o secțiune lată de 1,5m și lungă de 7m în partea inferioară terasei pe care se afla situl. Secțiunea în cauză a intersectat o denivelare și a ajuns la una din gropile din interiorul prezumtivei incinte.
Vizual s-a constat existența de incinte evidente și continue doar în partea de nord-est. Din acest motiv au fost practicate, doar pe acest segment, a două astfel de secțiuni, cea de a doua având o lungime de 8m. În plus s-au mai executat două casete în scopul dezvelirii substrucțiilor. Astfel s-a dezvelit un zid în secțiunea I cu o elevație de 1m și o lățime la bază de 1,2m. În baza zidului, în partea exterioară s-a constatat un aspect îngrijit, el având în compoziție pietre cioplite și mortar de culoare albă cu o grosime de circa 2 - 3cm. Partea superioară a lui era constituită din pietre mici care dau impresia de structură neîngrijită. Talpa zidăriei a fost măsurată față de creasta mantalei de pământ, distanța fiind de 1,5m.
Așa cum structura a fost dezvelită, s-a putut constata că zidăria a fost așezată direct pe solul stâncos, acest lucru fiind evident datorită tăieturilor descoperite pe stâncă. În partea inferioară a secțiunii s-a evidențiat o adâncitură de formă neregulată, iar în exterior s-a constatat existența unui strat consistent de nisip amestecat cu var care se afla la baza zidului. 
În caseta 3 și secțiunea a II-a este de reținut următoarele: 
1. Suprafața exterioară a zidului este ușor oblică;
2. Tehnica de amenajare cu "parament" exterior este formată din pietre de talie mare și mici;
3. Aspectul neîngrijit al zidului;
4. Lățimea la bază a zidului este de 1,4m și talpa se află la 1,1m de vârful mantalei.

În total s-au făcut 10 secțiuni și ca urmare nu s-a descoperit niciun vas ceramic sau alte piese arheologice. S-a constatat că starea actuala a sitului este rodul acțiunii vegetației și a unor căutători de comori, după părerea dr. P.B.Munteanu, aceștia nu ar fi căutători ocazionali, ci militari, ținând cont de dimensiunea gropilor identificate în interiorul fortificației. Militarii fiind identificati de către arheolog ca făcând parte din Regimentul I de Graniță de la Orlat care avea în Racovița, comandamentul Companiei a VII-a.

### Concluziile cercetării
Cetatea medievală din Avrig-Racovița este așezată în partea de vest a Defileului Oltului, în rețeaua de culmi ale masivului Suru oferă din poziția înălțimii sale o vedere panoramică a Oltului în regiunea Porceștiului, dar prin locul unde este așezată arată că utilitatea ei nu era în domeniul vămuirii negustorilor pe ruta comercială oferită de defileu. În plus de această concluzie intuitivă se poate constata ca în hărțile din secolele al XVIII'lea - XIX'lea sunt figurate pe drumurile de creastă posturi de graniță numite wachtpost-uri.
Cetatea de la Avrig-Racovița poate fi inclusă în categoria cetăților de zidărie din partea montan-central-sud transilvăneană prin luarea în considerare a planului simplu de construcție. În plus se constată ultilizarea unor structuri de zidărie cu piatră, legate cu mortar de slabă calitate și stângaci executate.
Stratigrafia secțiunilor arheologice de la Avrig-Racovița și dimensiunile considerabile ale zidurilor dezvelite împiedică concluzia că pe dealul din hotarele localităților Avrig și Racovița ar fi existat o cetatea cu val de pământ care masca o zidărie din piatră.
Lipsa materialului arheologic în fortificația de la Avrig-Racovița îi dă o notă aparte. Coroborată cu starea de conservare actuală a structurilor de apărare la mai bine de jumătate din incintă, informația duce la ipoteza nefinalizării lucrărilor de apărare. Starea actuală a zidăriei permite, de asemenea, discuția ipoteticei distrugeri intenționate, așa cum s-a întâmplat potrivit informațiilor documentare la Landskrone. Urmele slabe de cărbune, evidente în ambele cazuri, sunt urmare a defrișării prin incendiu a vegetației și a unor focuri ocazionale în perioada de folosire a fortificației de la Tălmăcel.
Există încă o notă comună, definitorie pentru cele două fortificații: dimensiunile reduse în comparație cu fortificațiile învecinate de la Sadu, Rășinari, chiar Tălmaciu (Landskrone): aproximativ 20 m segmentul lung al incintei exterioare la Tălmăcel și aproximativ 60 m în axul lung al fortificației de la Avrig-Racovița. Sistemele de apărare construite folosesc elementele naturale de apărare. În planul ambelor cetăți proiectate, doar calea de acces mai ușor de parcurs a fost echipată cu un val de barare din pământ.
Privite în ansamblul cetăților de zidărie din partea central-sudică a Transilvaniei, zona pre montană, cele două cazuri analizate dau imaginea unor construcții ridicate în grabă, chiar nefinalizate. Cu toate „deficiențe de construcție” sesizate în cercetarea arheologică, apreciem cunoașterea de către constructorii medievali a regulilor de bază în apărarea unor înălțimi greu de cucerit prin poziția geografică.
Rostul fortificațiilor este sesizabil, de asemenea, în analiza de ansamblu. În comparație cu fortificațiile de la Tălmaciu și Lotrioara, mai târziu de la Boița (Turnu Roșu) și Boița (Tunul Spart), cele două prezentate aveau menirea de participa la asigurarea securității defileului și mai ales a ieșirii din defileul Oltului. De jure, sarcina apărării revenea autorității voievodale (episcopale), mai târziu comunității sașilor. Cele două fortificații legate tot de zona sub montană, importantă a Defileului, au din perspectiva strategiei de apărare a zonei o sarcină secundară. Ele sunt mai degrabă legate geografic și strategic de drumurile de plai și de celelalte „cetăți din pădure” începând de la Breaza (județul Brașov), până la Cucuiș (jud. Hunedoara).
Fără discuție este recunoașterea administrației autorităților voievodale sau episcopale și mai târziu a mandatarilor sași asupra ansamblului defensiv sud transilvănean. Implicarea cnezilor români împreună cu plăieșii în securizarea regiunii este o ipoteză bazată pe dimensiunile reduse, planul, tehnica de construcție (generate de starea social-politică și experiența constructorilor) și de distrugerea (evidentă la Tălmăcel, ipotetică la Avrig-Racovița) ce poate reflecta relațiile antagonice între constructori (locuitori) și autorități. În lipsa unor documente lămuritoare discuția nu poate avansa spre o concluzie fermă, chiar dacă situația politico-administrativă a regiunii permitea afirmarea unor forțe locale, nerecunoscute de sistemul juridic al regatului maghiar.

## Cetăți învecinate

Amplasare Landskrone

Așezarea ungurilor și colonizarea sașilor în regiunile din sudul Transilvaniei, au avut repercusiuni însemnate asupra vieții social-politice a obștiilor libere țărănești. În dorința lor de a-și apăra noile cuceriri, regii unguri au început construirea unor cetăți în preajma noilor granițe, folosind mâna de lucru a localnicilor. Aceste cetăți aveau menirea de a susține dominația feudală, de a apăra și controla trecătorile din munți și de a constitui loc de refugiu, cel puțin pentru o parte din locuitorii satelor din jur, în vremuri de restriște.
- Cetatea Lotrioarei (Lauterburg),[18] așezată la confluența Lotrioarei cu Oltul, considerată drept cea mai veche întăritură medievală din zonă.[19]
- Cetatea Turnu Roșu,[18] contemporană cu cea de la Avrig, a constituit un important punct vamal și strategic. Cu o datare incertă,[20] pe lângă funcția de apărare a trecătorii împotriva incursiunilor din sud, cetatea a îndeplinit secole de-a rândul și o funcție social-economică, aici fiind sediul domeniului feudal al Tălmaciului, cuprinzând un număr de opt localități din jur, printre care și Racovița. De aici, în numele Magistratului sibian, castelanul își exercita drepturile sale politice, administrative și judecătorești asupra întregului domeniu și a supușilor săi.

- Cetatea Tălmaciului,[21] cunoscută de către racoviceni până la mijlocul secolului al XX-lea sub denumirea de „Cășile uriașilor”. Ridicată de către sași între anii 1369 - 1370 la porunca regelui ungar Ludovic I, cetatea a avut o viață scurtă[22] dar a fost și este una dintre cele mai mari și mai frumoase cetăți medievale din Transilvania, de unde și denumirea sa de „Landskrone”,[23] adică „Coroana(cununa) țării”.

Cu toate că supușii domeniului Tălmaciului erau slujbași ai acestor cetăți și s-au bucurat de unele facilități, ei s-au răsculat adesea împotriva stăpânitorilor. Astfel, în anul 1366, țăranii români de pe domeniul Tălmaciului s-au alăturat campaniei de represalii pe care o ducea domnitorul muntean Vladislav - Vlaicu împotriva regelui maghiar Ludovic I. Câțiva ani mai târziu aceiași țărani se răscoală din nou împotriva oficialităților săsești.
În 2009, dr.Petre Beșliu Munteanu a descoperit pe teritoriul comunei Racovița situl unei cetăți a cărei datări încă nu este cunoscută. P.B.Munteanu a început o campanie de atragere de tineri pasionați de istorie pentru a începe campania de cercetări arheologice.